# Siris
Siris (en grec antic Σῖρις) era una antiga ciutat de la Magna Grècia, a la desembocadura del riu del mateix nom que desaigua al golf de Tàrent, riu que actualment s'anomena Sinni.
No hi ha dubte que Siris era una colònia grega i que va ser una ciutat rica i pròspera, però sobre els seus orígens se'n sap ben poc. El seu primer origen és llegendari i s'atribuïa a una colònia troiana. Per confirmar-ho es mostrava una antiga estàtua d'Atena i es deia que era l'autèntic Pal·ladi troià, segons diu Estrabó. És possible que fos una ciutat dels cons (chones) una tribu dels enotris, els habitants nadius d'aquesta part d'Itàlia. Una altra tradició que explica l'Etymologicum Magnum feia derivar el seu nom de Siris, filla de Morges, rei mític dels sículs que hauria donat nom als morgetes, una tribu dels enotris.
Sobre la vella ciutat dels nadius es van establir colons de Colofó que havien fugit de la seva ciutat quan va caure sota domini de Lídia cap a l'any 700 aC. Ja l'esmenta Arquíloc que escrivia el 660 aC i parlava de la seva fecunditat i de la seva bellesa. Els colons jonis li van donar el nom de Polieion (Πολίειον), segons Estrabó i Esteve de Bizanci, però el nom local de Siris, que també portava el riu, es va acabar imposant. La riquesa de la ciutat va portar als costums excèntrics i hàbits efeminats dels seus habitants, i en això rivalitzaven amb els de Síbaris. La seva màxima prosperitat es va donar al segle vi aC.
Com a ciutat jònica en mig de colònies aquees, va rebre l'hostilitat dels seus veïns i Metapont, Síbaris i Crotona van formar una lliga que va acabar amb la conquesta de Siris i l'expulsió dels seus habitants amb la destrucció de la ciutat, segons l'historiador Justí, potser després de l'any 550 aC, i en tot cas abans de la destrucció de Síbaris el 510 aC. La ciutat mai no va ser reconstruïda i el seu territori és esmentat com a possible objecte de colonització a l'inici de la Segona Guerra Mèdica l'any 480 aC, segons diu Heròdot.
Sembla que Atenes reclamava el districte, a través de Turis (llatí Thurii), la seva colònia, l'any443 aC, i va ser objecte de conflicte amb Tàrent fins que es va arribar un compromís pel qual es construiria una colònia comuna a la zona. La nova colònia, Heraclea, es va construir a uns 5 km de la vella ciutat. Segons Estrabó la vella Siris va ser establerta com a port de la nova colònia però no ho esmenta cap més autor.